# لوازم آرایشی

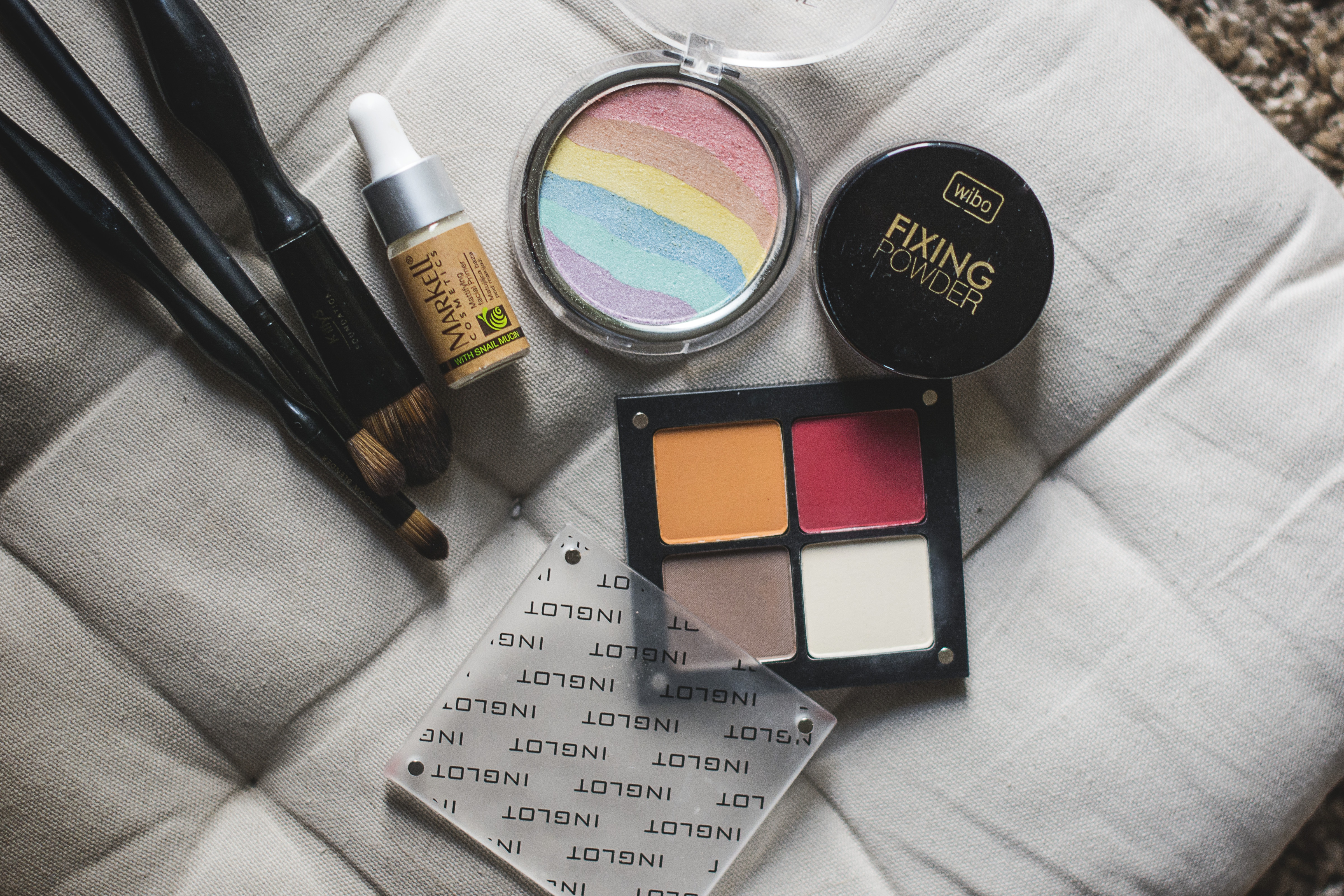
لوازم آرایش

لوازم آرایشی موادی هستند که به‌منظور بهسازی یا حفظ ظاهر یا بوی بدن انسان به‌کار می‌روند. لوازم آرایش شامل کرم‌های محافظت‌کننده پوست، لوسیون‌ها (کرم‌های مایع)، پودرها، عطرها، رژ لب، لاک ناخن، مواد آرایشی چشم و صورت، فر مو، لنزهای رنگی، رنگ مو، ژل و افشانه مو، دئودورانت‌ها (ضد بو)، محصولات مربوط به نوزاد، روغن شستشو، کف وان (مایع ویژه وان)، نمک شستشو، روغن‌ها و دیگر انواع محصولات هستند.
در آمریکا، سازمان غذا و دارو (FDA)، که محصولات آرایشی را قانون گذاری می‌کند، محصولات آرایشی را به این صورت تعریف می‌کند: «محصولات در نظر گرفته شده برای استفاده در بدن انسان برای پاک سازی، زیبا سازی، ارتقا جذابیت یا تغییر ظاهر بدون تأثیر در ساختار بدن یا عملکردهای آن.»

## تاریخچه لوازم آرایشی

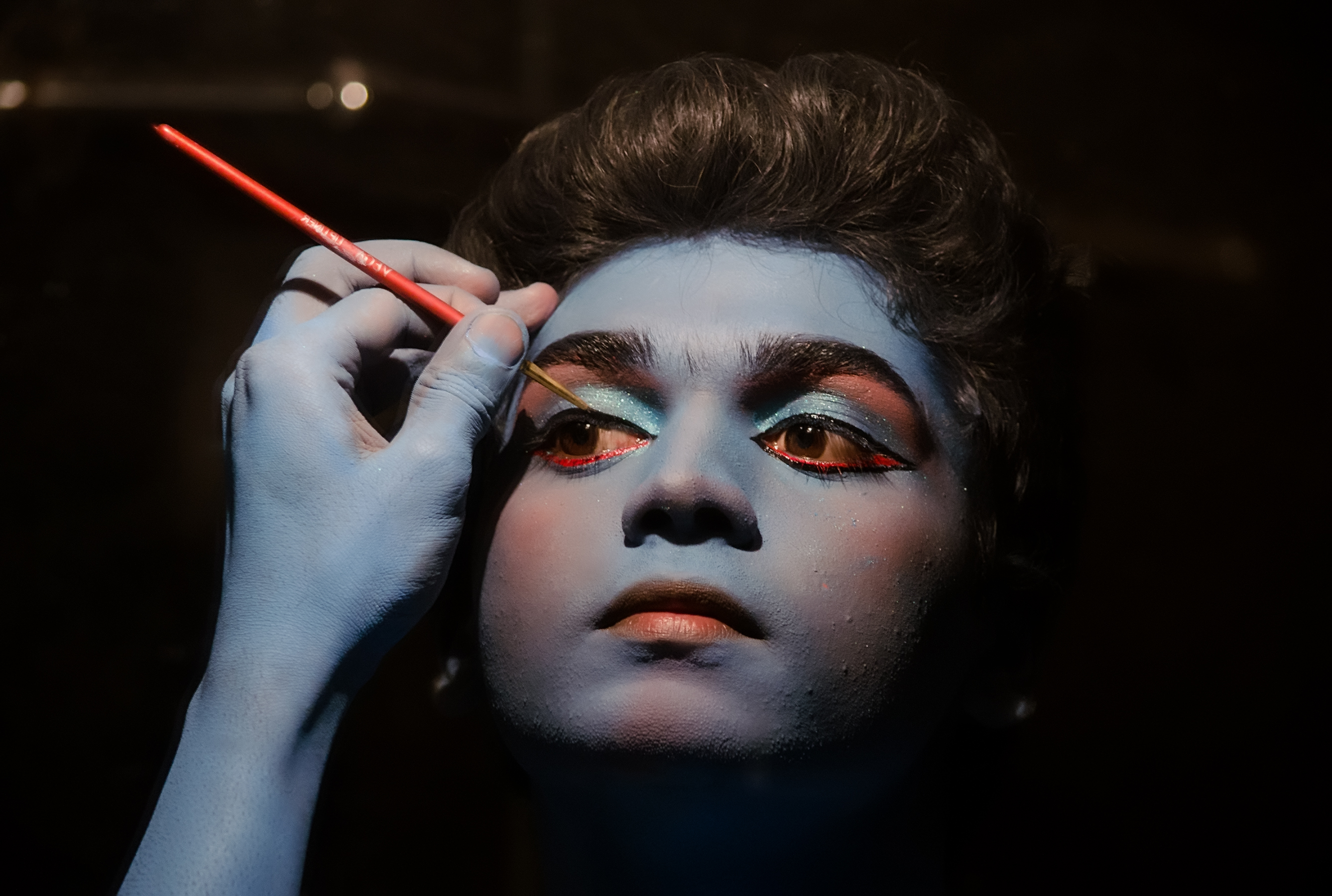
بازیگری که برای اجرای روی صحنه از آرایشی جسورانه استفاده می‌کند.

هنر آرایش صورت و بدن، برای نخستین بار در تاریخ، توسط مردان ابداع شد. مردم نئاندرتال یا انسان‌های اولیه اولین مردمی بودند که از رنگ سرخ استفاده می‌کردند و استخوان‌های مردگان خود را رنگ می‌زدند. آن‌ها با همین رنگ، صورت و بدن خود را هم آرایش می‌کردند. شاید آرایش کردن به قصد زیبا کردن خود برای اولین بار توسط زنان مصری آغاز شد. در تصاویر به دست آمده واضح است که زنان این سرزمین از رنگ سرخ برای گلگون کردن لب‌ها و گونه‌ها و از رنگ سیاه برای تیره کردن چشم‌ها استفاده می‌کردند. رنگ سیاه عموماً سرب بود و گاه از اکسید منگنز و کربن هم کمک گرفته می‌شد. مصری‌ها همچنین اولین مردمانی بودند که رنگ سبز را برای آرایش انتخاب کردند و از پودری سبز رنگ به عنوان سایه پشت چشم و رنگ کردن مژه یا ابرو استفاده می‌کردند. به مرور با مخلوط کردن این ترکیبات با اکسید مس و آهن رنگ‌های جدیدی مثل فیروزه‌ای و بنفش و .. به دست آمد و سایه‌ها تنوع رنگی پیدا کردند. افزودن پودرهای سفید نیز به مصریان اجازه داد تونالیته‌ای از سیاه به خاکستری و طوسی و سفید بسازند و با افزودن چربی به آن غلظت مواد را تغییر دهند و به عبارتی اولین مواد آرایشی را تهیه کنند. به عنوان مثال از ترکیب رنگ‌ها، کرم روشن و پمادی بر پایه شیر اسب و آلباستر به دست آوردند و از آن برای رنگ کردن بدن استفاده کردند. مو و دست و ناخن را حنا می‌گذاشتند و از روغن‌ها و چربی‌های معطر برای حفاظت از پوست کمک می‌گرفتند.
تاریخچه لوازم آرایشی به حدود ۷۰۰۰ سال پیش بازمی‌گردد طی قرن‌ها زنان از خاکستر کبریت‌های سوخته به عنوان سایه چشم، از میوه‌ها به خصوص توت فرنگی به عنوان رژ لب و مداد لب و از ادرار پسران جوان برای پوشاندن کک و مک و جوش‌های پوست صورت خود استفاده می‌کردند.
در تاریخ آمده‌است که زنان مصر از اولین زنانی بوده‌اند که آرایش کرده‌اند.
همزمان با مصریان، یونانی‌های باستان نیز از عسل برای مرطوب کردن لب‌ها و از چربی حیوانات که با پودرهای سفالی سفید مخلوط می‌شد برای پوشاندن لک‌های روی بدن و صورت استفاده می‌کردند. اما آرایش به شکلی که در زنان مصری دیده می‌شد در یونانی‌ها نبود. بر عکس آنها، زنان رمی دوست داشتند خود را به شکل یونانی‌ها درآورند. آن‌ها ابروها و موهای خود را با زرده تخم مرغ و له شده مورچه و مگس سیاه می‌کردند و حمام آفتاب می‌گرفتند تا پوست‌شان برنزه شود اما در این دوران هنوز آرایش آنچنان که باید رایج نبود. در قرن اول میلادی امپراتور روم نرون و همسرش پوپیا پوست خود را با کربنات سرب که بسیار سمی است سفید می‌کردند و از نوعی گچ دریاچه که حاوی سرب و بسیار سمی بود برای آرایش چشم استفاده می‌کردند. به دلیل بیماری‌هایی که این مواد ایجاد می‌کرد به مرور آرایش کردن کنار گذاشته شد.
با آغاز جنگ‌های صلیبی دوباره آرایشی دور گرفت و در شمال اروپا رایج شد. در قرن چهارده آرایش و مراقبت از پوست مو بیشتر مختص نجیب‌زادگان بود اما در قرن ۱۸ رواج عمومی پیدا کرد. در این دوران همچنان از مواد سمی برای آرایش استفاده می‌شد و میزان سرب مواد آرایشی بالا بود. در قرن ۲۰ و ۲۱ میلادی با صنعتی شدن جوامع و به وجود آمدن کارخانه جات نحوه تولید و فرمولاسیون مواد آرایشی تغییر کرد. با پیشرفت علم دانشمندان سعی کردند مواد سمی مورد استفاده را با مواد طبیعی‌تر یا مواد غیر سمی شیمیایی جایگزین کنند و با تبلیغات روز به روز بر تعداد طرفداران و مصرف‌کنندگان مواد آرایشی افزوده شد. امروزه رژ لب پرفروش‌ترین محصول آرایشی است و در هر ثانیه ۲۷ رژ به فروش می‌رسد.

## صنعت لوازم آرایشی

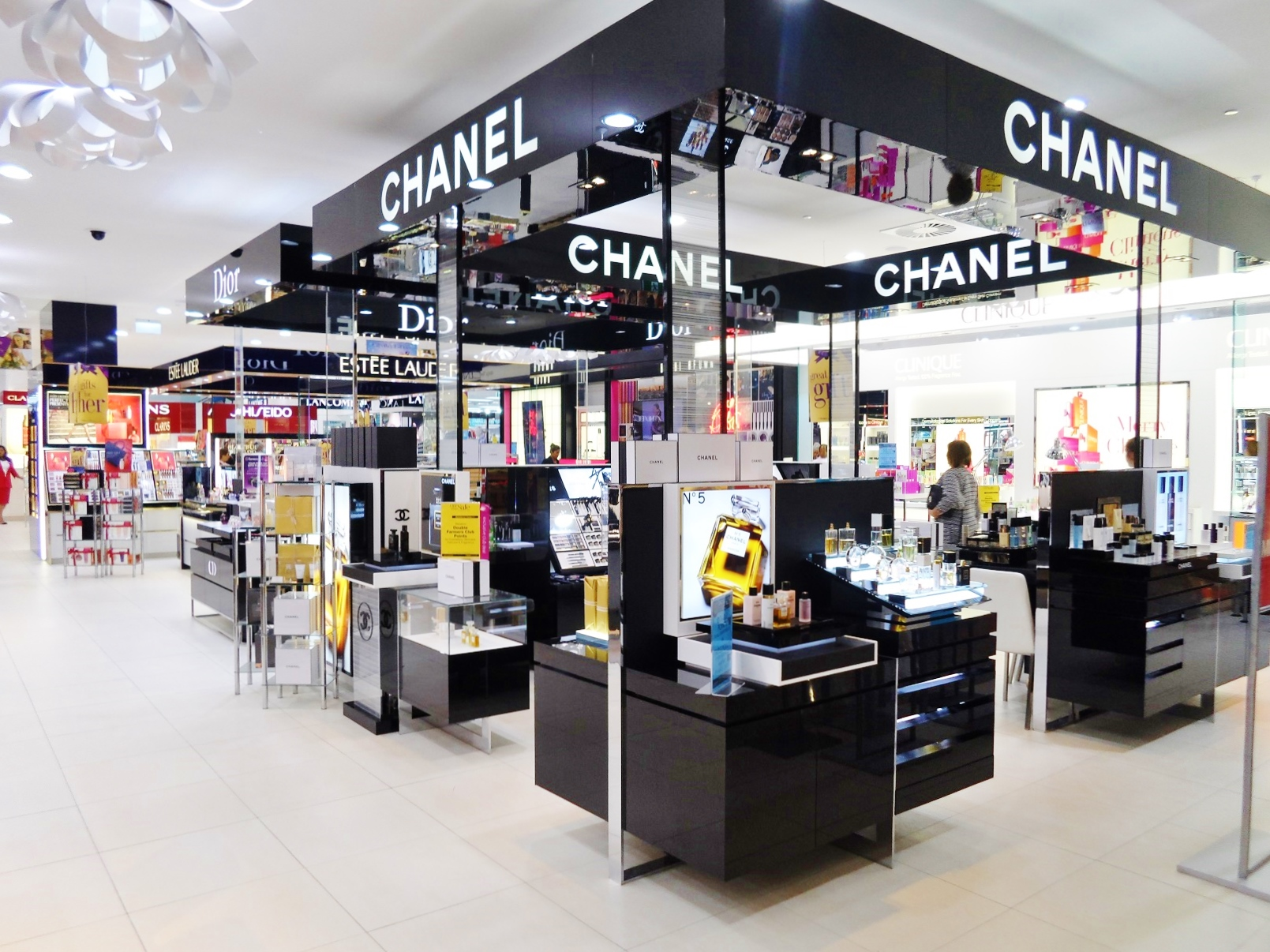
فروش لوازم آرایشی در یک فروشگاه.

تولید لوازم آرایشی در جهان تحت سلطه تعداد اندکی ابرشرکت چندملیتی است که از اوایل قرن ۲۰ پدید آمده‌اند، اما توزیع و فروش لوازم آرایشی در طیف وسیعی از مشاغل گسترش یافته‌است. بزرگترین شرکت‌های تولید لوازم آرایشی و بهداشتی در دنیا لورئال، پروکتر اند گمبل، یونیلیور، شیسیدو و استه لودر هستند. در سال ۲۰۰۵، حجم بازار صنایع آرایشی و بهداشتی در آمریکا، اروپا و ژاپن حدود ۷۰ میلیارد یورو در سال بود. در سال ۲۰۰۸، صنعت لوازم آرایشی و بهداشتی در آلمان ۱۲٫۶ میلیارد یورو فروش ایجاد کرده‌است.
در سال ۲۰۱۸، ارزش بازار جهانی لوازم آرایشی ۵۰۷٫۸ میلیارد دلار بود، و پیش‌بینی می‌شود تا سال ۲۰۲۵ به ۷۵۸٫۴ میلیارد دلار برسد.

## لوازم آرایشی در ایران
بر اساس گفته‌های رسول دیناروند، رئیس سازمان غذا و داروی ایران، هفتمین کشور مصرف‌کننده لوزام آرایش در دنیا و دومین کشور خاورمیانه پس از عربستان سعودی است. ارزش سالانه تجارت این لوازم در ایران، یک میلیارد دلار به صورت واردات و دو میلیارد و ۲۰۰ میلیون دلار به شکل قاچاق است.

## انواع لوازم آرایشی
لوازم آرایشی انواع مختلفی دارد:
- لوازم آرایشی صورت
- لوازم آرایشی چشم
- لوازم آرایشی لب
- ابزار آرایشی
- لوازم آرایشی مو
- لوازم آرایش ابرو
- لوازم آرایش ناخن